# Journal of Systematic Palaeontology
Journal of Systematic Palaeontology — оглядовий науковий журнал з проблем палеонтології, що публікується видавництвом Taylor & Francis на паях з Музеєм природознавства Лондона. З 2009 року відповідальним редактором є Paul D. Taylor.
(Print: ISSN 1477-2019, online: ISSN 1478-0941)
Журнал друкує статті відносно нових або маловідомих фаун і флор, а також нових підходів у систематиці. Засновано в 2003 році.
Згідно з висновками Journal Citation Reports, імпакт-фактор журналу у 2014 році становив 3.727, що відповідало 2-му місцю серед 49 журналів у категорії «Paleontology».

## Ресурси Інтернету
- Офіційний сайт